# Maciej Gramatyka
Maciej Jacek Gramatyka (ur. 11 września 1974 w Tychach) – polski samorządowiec i dziennikarz, w latach 2018–2023 wiceprezydent, w 2024 pełniący funkcję prezydenta, a od 2024 prezydent Tychów.

## Życiorys
Brat Michała. Ukończył socjologię na Uniwersytecie Śląskim w Katowicach. Pracował jako dziennikarz radiowy w Radiu Flash, Radiu Plus Katowice i Radiu eM. Od 2014 do 2016 był rzecznikiem prasowym Wojewódzkiego Funduszu Ochrony Środowiska i Gospodarki Wodnej w Katowicach. W latach 2016–2018 pełnił funkcję dyrektora Wydziału Komunikacji Społecznej i rzecznika prasowego Urzędu Marszałkowskiego Województwa Śląskiego.
Dołączył do Platformy Obywatelskiej. W wyborach samorządowych w 2010 został wybrany na radnego Tychów z ramienia KWW Prezydenta Andrzeja Dziuby, otrzymał wówczas 297 głosów. Uzyskał reelekcję w wyborach w 2014, uzyskując 343 głosy. Po tych wyborach został przewodniczącym rady miasta. W wyborach samorządowych w 2018 utrzymał mandat na kolejną kadencję, kandydując z ramienia Koalicji Obywatelskiej i zdobywając 1339 głosów. W tym samym roku został mianowany wiceprezydentem miasta do spraw społecznych; odpowiadał za edukację, oświatę, kulturę, promocję i profilaktykę zdrowia oraz pomoc społeczną, był także inicjatorem reaktywowania Młodzieżowej Rady Miasta Tychy. Stanowisko zastępcy prezydenta zajmował do października 2023; utracił je z mocy prawa, gdy ówczesny prezydent uzyskał mandat senatora. W styczniu 2024 premier Donald Tusk powołał go pełniącego funkcję prezydenta miasta.
W wyborach samorządowych w 2024 kandydował na prezydenta Tychów z ramienia KO (oraz z poparciem ze strony środowiska Andrzeja Dziuby). W pierwszej turze otrzymał 20 089 głosów (46,66%), w drugiej turze pokonał kandydata Prawa i Sprawiedliwości Sławomira Wróbla z wynikiem 21 098 głosów (58,64%).